# Лукавац (община, Босния и Герцеговина)
Община Лукавац (босн. и хорв. Opština Lukavac, серб. Општина Лукавац) — боснийская община, расположенная в Тузланском кантоне Федерации Боснии и Герцеговины. Административным центром является Лукавац.

## Население
По предварительным данным переписи в конце 2013 года население общины составляло 46 731 человек. По данным переписи населения 1991 года, в 44 населённых пунктах общины проживали 57 070 человек.